# República Italiana (1802-1805)
A República Italiana (1802-1805) foi um estado que existiu na Península Itálica entre 1802 e 1805. Resultou da decisão dos deputados da República Cisalpina, em 26 de janeiro de 1802, de proclamar a transformação desta na República Italiana, tendo Napoleão Bonaparte como presidente. Deixou de existir em 26 de maio de 1805, quando transformou-se no Reino de Itália (1805-1814), com a coroação de Napoleão Bonaparte como rei da Itália.

## Subdivisões
A República Italiana era dividida em 12 departamentos:
- Agogna (Novara)
- Alto Po (Cremona)
- Basso Po (Ferrara)
- Crostolo (Reggio)
- Lario (Como)
- Mella (Brescia)
- Mincio (Mântua)
- Olona (Milão)
- Panaro (Módena)
- Reno (Bolonha)
- Rubicone (Cesena)
- Serio (Bérgamo)